# Załoźce (gmina)
Załoźce – dawna gmina wiejska w powiecie zborowskim województwa tarnopolskiego II Rzeczypospolitej. Siedzibą gminy było miasto Załoźce, które stanowiło odrębną gminę miejską (podczas okupacji 1941–44 pozbawione praw miejskich i włączone do gminy).
Gminę utworzono 1 sierpnia 1934 r. w ramach reformy na podstawie ustawy scaleniowej z dotychczasowych gmin wiejskich: Blich, Czystopady, Gontowa, Milno, Panasówka, Podbereźce, Ratyszcze, Reniów, Seretec, Wertełka i Zagórze.
Pod okupacją do gminy dołączono pozbawione praw miejskich Załoźce.
Po II wojnie światowej obszar gminy znalazł się w ZSRR.